# Vamana

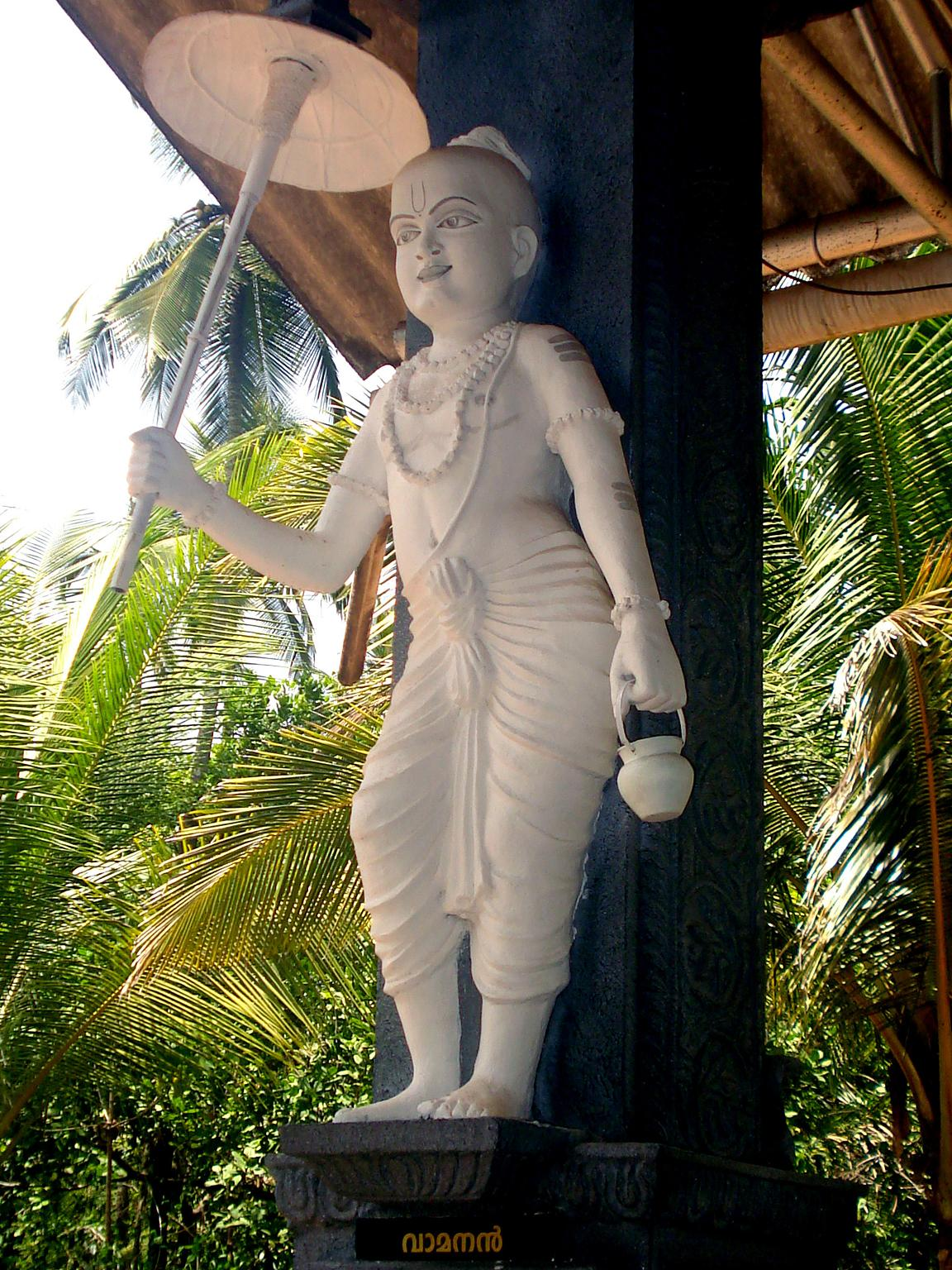
Dvärgen Vamana.

Vamana är i indisk mytologi en av guden Vishnus inkarnationer. 
I en berättelse om Vishnu blev han berövad mark som tillhörde honom. För att lura den orättmätige kungen uppträdde han i skepnaden av dvärgen Vamana. Han lyckades få kungen att lova honom så mycket land som han kunde omfatta med tre steg varpå han återtog sin verkliga skepnad och i tre steg återtog allt sitt land.